# Черноморски калкан
Черноморските калкани (Scophthalmus maeoticus) са вид актиноптери от семейство Калканови (Scophthalmidae).
Таксонът е описан за пръв път от Петер Симон Палас през 1814 година.